# Momostenango
Momostenango – miasto na południowym zachodzie Gwatemali, w departamencie Totonicapán. Według danych statystycznych z 2012 roku liczba mieszkańców wynosiła 51 822 osób. 
Momostenango leży około 29 km na północ od stolicy departamentu – miasta Totonicapán. Miejscowość leży na wysokości 2258 metrów nad poziomem morza, w górach Sierra Madre de Chiapas. Przemysł spożywczy, włókienniczy.